# Hermanos Flores Magón

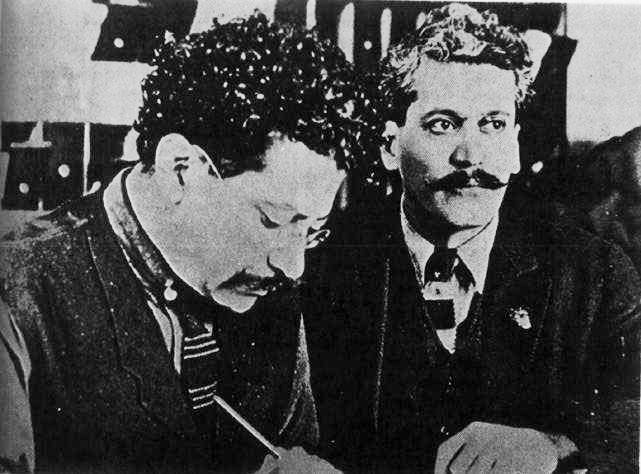
Los hermanos Ricardo (izquierda) y Enrique Flores Magón (derecha), periodistas y anarquistas.

Los hermanos Flores Magón, nacidos en Oaxaca (México) durante la década de 1870, fueron tres políticos y periodistas opositores a la dictadura de Porfirio Díaz. Son considerados precursores de la Revolución mexicana de 1910. 
- Jesús (1871-1930)
- Ricardo (1873-1922)
- Enrique (1877-1954)

## Orígenes
Los padres de los hermanos Flores Magón fueron el militar Teodoro Flores y Margarita Magón. La infancia de los Flores Magón transcurrió en Oaxaca, convivieron con comunidades indígenas de la Sierra Mazateca donde su padre era considerado tata (jefe) por su experiencia. De él recibieron las enseñanzas sobre el pensamiento indígena que contenía principios de un comunismo libertario autóctono, que más tarde Ricardo y Enrique delinearían con la lectura de pensadores anarquistas.
En 1881 la familia se trasladó a la Ciudad de México en busca de mejores condiciones de vida.

## Los hermanos

### Ricardo (1873 - 1922)
Cipriano Ricardo Gerónimo Flores Magón, conocido como Ricardo Flores Magón (San Antonio Eloxochitlán, Oaxaca, México; 16 de septiembre de 1873-Leavenworth, Kansas, Estados Unidos; 21 de noviembre de 1922), fue un notorio anarquista, socialista, activista, escritor y filósofo mexicano.
Ayudó al derrocamiento de Porfirio Díaz, buscando su mala fama mediante reportajes publicados en los diarios periodísticos. Irónicamente una vez muerto, el Estado contra el que tanto luchó Flores Magón comenzó a reconocerlo como el gran precursor de la Revolución mexicana. En 1945, durante el marco de la conmemoración del día del trabajo sus restos fueron trasladados a la Rotonda de las Personas Ilustres en la Ciudad de México. En 1993, la Cámara de Diputados decretó que se inscribiera en letras de oro el nombre de Ricardo Flores Magón en el muro de honor del Palacio Legislativo de San Lázaro. En 2008 el Instituto Nacional de Antropología e Historia con el fin de hacer una compilación exhaustiva de los escritos de Flores Magón, hizo público en Internet el Archivo Electrónico Ricardo Flores Magón.

## Antiporfiristas

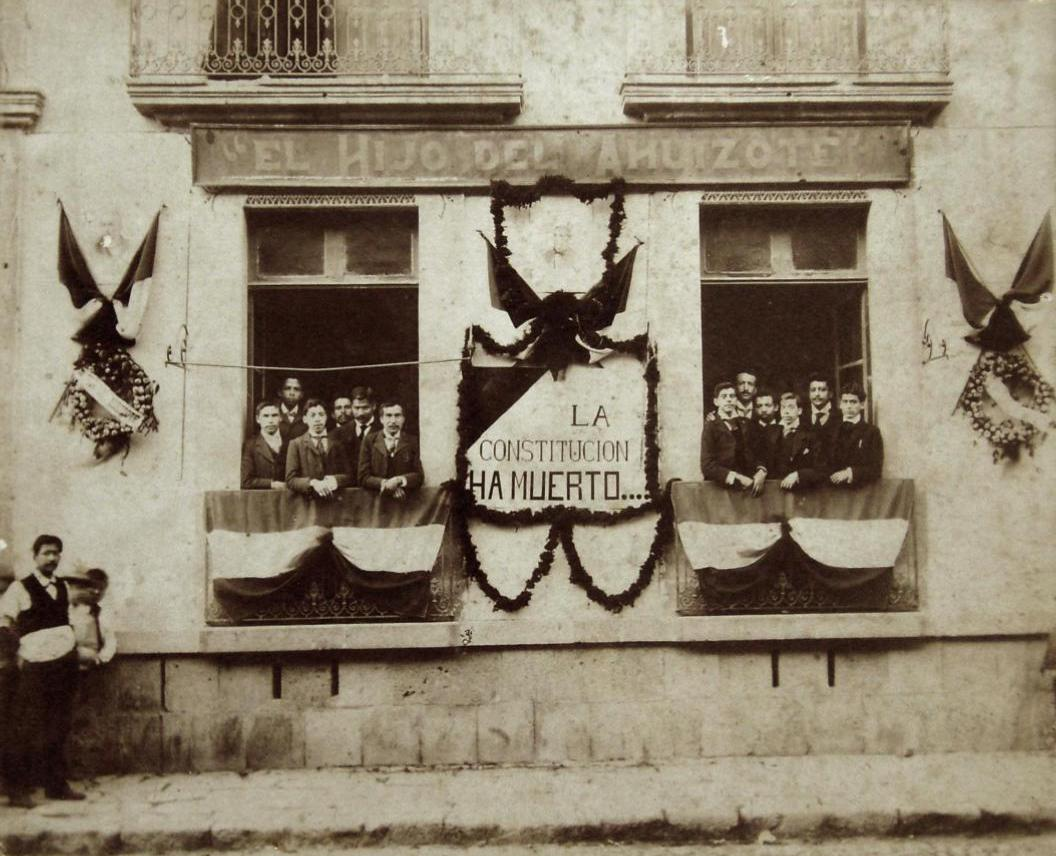
Protesta en las oficinas del periódico antiporfirista El hijo de El Ahuizote en 1903.

Teodoro Flores, padre de los Flores Magón, guardaba un profundo odio contra Porfirio Díaz y había inculcado a sus hijos desde niños. Díaz no reconoció ni recompensó la participación de Flores en la Batalla del 2 de abril de 1867 contra los franceses.
En su juventud los Flores Magón participaron en revueltas estudiantiles en la Ciudad de México (1892) contra la reelección de Porfirio Díaz en la presidencia de México. En esa época Jesús estudiaba en la Escuela Nacional de Jurisprudencia y Ricardo en la Escuela Nacional Preparatoria.
En 1893 los tres colaboran en la edición del periódico El Demócrata, Jesús como redactor, Ricardo como corrector de pruebas y Enrique como ayudante de imprenta y redacción. Jesús y otros colaboradores fueron aprehendidos, Ricardo logró escapar disfrazado de impresor y Enrique no fue arrestado por su corta edad. Nueve meses después Jesús fue liberado. Ese mismo año falleció su padre Teodoro Flores.
A partir del 1900 aumentan su actividad política y periodística, fundan el periódico Regeneración y en 1902, Ricardo y Enrique editan El hijo de El Ahuizote. Ambos periódicos fueron suprimidos por el régimen dictatorial de Porfirio Díaz y los hermanos fueron expatriados en 1904 luego de haber sido encarcelados varias veces. 
La tenaz crítica de los Flores Magón al porfiriato, junto con sus planteamientos revolucionarios fueron los más lúcidos y avanzados de su tiempo. Ni el levantamiento antirreeleccionista de Francisco I. Madero, ni la Constitución promulgada por el movimiento encabezado por Venustiano Carranza consiguieron emular las aspiraciones económicas, sociales y políticas de los Flores Magón.

## Revolucionarios

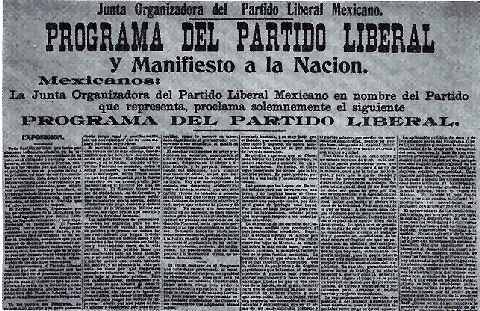
Regeneración Programa del Partido Liberal Mexicano 1906

Las actividades políticas de los Flores Magón entre 1900 y 1910 son consideradas precursoras de la Revolución mexicana promovida por el movimiento antirreeleccionista de Francisco I. Madero. No obstante, cabe señalar que aunque Jesús simpatizaba con Madero e incluso llegó a colaborar con él en su gobierno provisional. Por su parte, Ricardo y Enrique no compartían los ideales del proyecto maderista.
En el exilio desde 1904, Ricardo y Enrique impulsaron la creación del Partido Liberal Mexicano (PLM por sus siglas) que publicó su programa en 1906 en San Luis (Misuri). En esa época comenzaron a organizar una revolución social mediante insurrecciones y huelgas para derrocar el gobierno de Porfirio Díaz. Así, los Flores Magón a través del PLM influyeron y promovieron la Huelga de Cananea y de Río Blanco, la Rebelión de Acayucan y varias insurrecciones en pequeños poblados del norte del país como parte de un plan para extender la revolución a todo el territorio nacional. Sin embargo, tanto el gobierno de Díaz como el de Roosevelt en los Estados Unidos persiguieron y reprimieron implacablemente el movimiento insurreccional del Partido Liberal. 
En 1908 organizaron nuevas insurrecciones en la frontera con los Estados Unidos que fueron derrotadas por falta de recursos y organización.

## Anarquistas

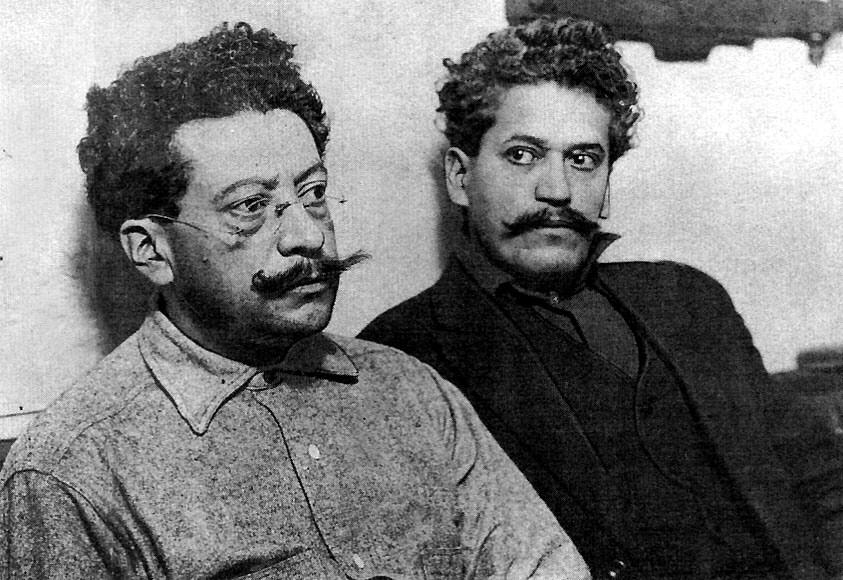
Los hermanos Ricardo (izquierda) y Enrique Flores Magón (derecha) presos en Los Ángeles, California, 1917.

Al igual que otros liberales de la época, los Flores Magón conocieron obras de autores anarquistas desde principios de siglo. Enrique afirmaba que siendo jóvenes, su hermano Jesús les llevó un libro titulado Los nihilistas y que ese fue su primer acercamiento a ideas sociales. Jesús y Ricardo asistieron al Congreso Liberal en San Luis Potosí en 1901, invitados por Camilo Arriaga. Este contaba con una biblioteca donde se podían encontrar obras de pensadores socialistas y anarquistas europeos como Kropotkin, Tolstói, Fourier, Owen, Blanc y Bakunin, así como de Marx, Engels y del editor mexicano Francisco Severo Maldonado. Sin embargo fueron pocos los que asumieron las ideas anarquistas en la lucha revolucionaria como Ricardo y Enrique. Esta fue una de las razones de la división en los grupos liberales, pues mientras algunos buscaban sólo reformas políticas, los Flores Magón buscaban cambios más profundos. De este modo llegaron a plantear la abolición del Estado y la Propiedad privada, como parte de una revolución social, política y económica de carácter libertario. La campaña militar más importante impulsada por los Flores Magón fue la Rebelión de Baja California que tuvo el control de la península de enero a junio de 1911 cuando fueron derrotados por tropas federales de Francisco I. Madero, apoyadas por el gobierno estadounidense.
El pensamiento libertario de los Flores Magón resultó de una amalgama entre la concepción comunitaria de la vida en los pueblos indígenas, la tradición liberal mexicana del siglo XIX y el pensamiento de filósofos anarquistas europeos.